# Llista de topònims de Sarroca de Lleida
Llista de topònims (noms propis de lloc) del municipi de Sarroca de Lleida, al Segrià
Informació actualitzada per un bot. Els canvis manuals es perdran quan s'actualitzi!

## cabana
| imatge | Nom                          | Ubicat a          | instància de | Detalls | coordenades                                                          | Protecció | Commons (més fotos) | Dades a WD                    |
| ------ | ---------------------------- | ----------------- | ------------ | ------- | -------------------------------------------------------------------- | --------- | ------------------- | ----------------------------- |
|        | cobert de Conete             | Sarroca de Lleida | cabana       |         | 41° 26′ 46″ N, 0° 33′ 21″ E / 41.4462339427873°N,0.555705655424934°E |           |                     | Modifica les dades a Wikidata |
|        | corral de la Rosa del Flanxo | Sarroca de Lleida | cabana       |         | 41° 26′ 46″ N, 0° 35′ 05″ E / 41.4461064421979°N,0.584618282800787°E |           |                     | Modifica les dades a Wikidata |
|        | era de Gort                  | Sarroca de Lleida | cabana       |         | 41° 27′ 26″ N, 0° 33′ 34″ E / 41.4571185217243°N,0.559319433808289°E |           |                     | Modifica les dades a Wikidata |
|        | era de Mantonya              | Sarroca de Lleida | cabana       |         | 41° 27′ 25″ N, 0° 33′ 34″ E / 41.4568145759839°N,0.559426611848368°E |           |                     | Modifica les dades a Wikidata |
|        | era de Margendona            | Sarroca de Lleida | cabana       |         | 41° 28′ 07″ N, 0° 33′ 55″ E / 41.4686579270858°N,0.565364524100042°E |           |                     | Modifica les dades a Wikidata |
|        | era de Pucoli                | Sarroca de Lleida | cabana       |         | 41° 27′ 55″ N, 0° 33′ 50″ E / 41.4654004210803°N,0.56379816755876°E  |           |                     | Modifica les dades a Wikidata |
|        | era de l'Oronic              | Sarroca de Lleida | cabana       |         | 41° 27′ 32″ N, 0° 34′ 05″ E / 41.4588727626939°N,0.568149167698568°E |           |                     | Modifica les dades a Wikidata |
|        | era del Felip                | Sarroca de Lleida | cabana       |         | 41° 27′ 39″ N, 0° 33′ 56″ E / 41.4607626994839°N,0.565528312352871°E |           |                     | Modifica les dades a Wikidata |
|        | era del Malió                | Sarroca de Lleida | cabana       |         | 41° 27′ 17″ N, 0° 33′ 24″ E / 41.4547050541169°N,0.556788161055846°E |           |                     | Modifica les dades a Wikidata |
|        | era del Suat                 | Sarroca de Lleida | cabana       |         | 41° 27′ 25″ N, 0° 33′ 50″ E / 41.4568899445932°N,0.563829516449551°E |           |                     | Modifica les dades a Wikidata |
|        | era del Ton d'Esteve         | Sarroca de Lleida | cabana       |         | 41° 28′ 01″ N, 0° 34′ 01″ E / 41.4670689448657°N,0.566884828657744°E |           |                     | Modifica les dades a Wikidata |
|        | l'Eral                       | Sarroca de Lleida | cabana       |         | 41° 27′ 45″ N, 0° 34′ 06″ E / 41.4624988668769°N,0.568408732199708°E |           |                     | Modifica les dades a Wikidata |
|        | pleta d'Esteve               | Sarroca de Lleida | cabana       |         | 41° 28′ 11″ N, 0° 35′ 03″ E / 41.4695951846125°N,0.584177227541348°E |           |                     | Modifica les dades a Wikidata |
|        | pleta de Montjubrí           | Sarroca de Lleida | cabana       |         | 41° 29′ 07″ N, 0° 32′ 57″ E / 41.4852635274999°N,0.549148176226009°E |           |                     | Modifica les dades a Wikidata |
|        | pleta de la Tinguda          | Sarroca de Lleida | cabana       |         | 41° 27′ 23″ N, 0° 33′ 53″ E / 41.4564561967424°N,0.564611965872247°E |           |                     | Modifica les dades a Wikidata |
|        | pleta del Vedat              | Sarroca de Lleida | cabana       |         | 41° 25′ 50″ N, 0° 33′ 14″ E / 41.4306857175352°N,0.553871916841271°E |           |                     | Modifica les dades a Wikidata |
|        | pleta dels Corrals Nous      | Sarroca de Lleida | cabana       |         | 41° 28′ 25″ N, 0° 35′ 13″ E / 41.473601038941°N,0.58708209023657°E   |           |                     | Modifica les dades a Wikidata |

## casa
| imatge | Nom                            | Ubicat a          | instància de | Detalls                     | coordenades                                          | Protecció                                  | Commons (més fotos) | Dades a WD                    |
| ------ | ------------------------------ | ----------------- | ------------ | --------------------------- | ---------------------------------------------------- | ------------------------------------------ | ------------------- | ----------------------------- |
|        | Cal Josep del Pelat            | Sarroca de Lleida | casa         | Estil: arquitectura popular | 41° 27′ 30″ N, 0° 33′ 38″ E / 41.458432°N,0.560653°E | bé integrant del patrimoni cultural català |                     | Modifica les dades a Wikidata |
|        | Cal Pujol                      | Sarroca de Lleida | casa         | Estil: arquitectura popular | 41° 27′ 32″ N, 0° 33′ 42″ E / 41.458864°N,0.561693°E | bé integrant del patrimoni cultural català |                     | Modifica les dades a Wikidata |
|        | Cal Vilaplana                  | Sarroca de Lleida | casa         | Estil: arquitectura popular | 41° 27′ 32″ N, 0° 33′ 41″ E / 41.458766°N,0.56135°E  | bé integrant del patrimoni cultural català |                     | Modifica les dades a Wikidata |
|        | Casa Comantergo                | Sarroca de Lleida | casa         | Estil: noucentisme          | 41° 27′ 35″ N, 0° 33′ 39″ E / 41.459765°N,0.560925°E | bé integrant del patrimoni cultural català |                     | Modifica les dades a Wikidata |
|        | habitatge al carrer Lleida, 10 | Sarroca de Lleida | casa         | Estil: noucentisme          | 41° 27′ 34″ N, 0° 33′ 37″ E / 41.459399°N,0.560401°E | bé integrant del patrimoni cultural català |                     | Modifica les dades a Wikidata |

## embassament
| imatge | Nom            | Ubicat a                          | instància de     | Detalls                                       | coordenades                                                       | Protecció | Commons (més fotos) | Dades a WD                    |
| ------ | -------------- | --------------------------------- | ---------------- | --------------------------------------------- | ----------------------------------------------------------------- | --------- | ------------------- | ----------------------------- |
|        | pantà d'Utxesa | Torres de Segre Sarroca de Lleida | embassament llac | Superfície: 284ha Volum: 2.1hm³ Conca: 250km² | 41° 29′ 26″ N, 0° 30′ 35″ E / 41.490425°N,0.50963333°E 145.3 msnm |           |                     | Modifica les dades a Wikidata |
|        | pantà del Secà | Torres de Segre Sarroca de Lleida | embassament llac |                                               | 41° 30′ 25″ N, 0° 31′ 16″ E / 41.506981°N,0.521152°E              |           |                     | Modifica les dades a Wikidata |

## forn de calç
| imatge | Nom                      | Ubicat a          | instància de | Detalls                     | coordenades | Protecció                                  | Commons (més fotos) | Dades a WD                    |
| ------ | ------------------------ | ----------------- | ------------ | --------------------------- | ----------- | ------------------------------------------ | ------------------- | ----------------------------- |
|        | Divuit forns de calç     | Sarroca de Lleida | forn de calç | Estil: arquitectura popular |             | bé integrant del patrimoni cultural català |                     | Modifica les dades a Wikidata |
|        | Forn de calç             | Sarroca de Lleida | forn de calç | Estil: arquitectura popular |             | bé integrant del patrimoni cultural català |                     | Modifica les dades a Wikidata |
|        | Forn de la Creu          | Sarroca de Lleida | forn de calç | Estil: arquitectura popular |             | bé integrant del patrimoni cultural català |                     | Modifica les dades a Wikidata |
|        | Forns de calç de Sarroca | Sarroca de Lleida | forn de calç | Estil: arquitectura popular |             | bé integrant del patrimoni cultural català |                     | Modifica les dades a Wikidata |

## granja
| imatge | Nom                        | Ubicat a          | instància de | Detalls | coordenades                                                                   | Protecció | Commons (més fotos) | Dades a WD                    |
| ------ | -------------------------- | ----------------- | ------------ | ------- | ----------------------------------------------------------------------------- | --------- | ------------------- | ----------------------------- |
|        | Granges del Beà            | Sarroca de Lleida | granja       |         | 41° 27′ 47″ N, 0° 33′ 39″ E / 41.463029870308°N,0.560737988617767°E           |           |                     | Modifica les dades a Wikidata |
|        | Granja Ruer                | Sarroca de Lleida | granja       |         | 41° 27′ 00″ N, 0° 33′ 00″ E / 41.4500320422167°N,0.550080375377444°E 222 msnm |           |                     | Modifica les dades a Wikidata |
|        | Granja de Fèlix            | Sarroca de Lleida | granja       |         | 41° 27′ 41″ N, 0° 33′ 33″ E / 41.4614556903719°N,0.55913277602031°E           |           |                     | Modifica les dades a Wikidata |
|        | Granja de Perete           | Sarroca de Lleida | granja       |         | 41° 27′ 51″ N, 0° 34′ 51″ E / 41.4642265053037°N,0.580712739829974°E          |           |                     | Modifica les dades a Wikidata |
|        | Granja de Rojal            | Sarroca de Lleida | granja       |         | 41° 27′ 58″ N, 0° 33′ 18″ E / 41.4660257108338°N,0.555069811058044°E          |           |                     | Modifica les dades a Wikidata |
|        | Granja de l'Esteve         | Sarroca de Lleida | granja       |         | 41° 27′ 42″ N, 0° 33′ 59″ E / 41.4615443632619°N,0.566289276569439°E          |           |                     | Modifica les dades a Wikidata |
|        | Granja del Coti            | Sarroca de Lleida | granja       |         | 41° 27′ 39″ N, 0° 34′ 04″ E / 41.4608553003516°N,0.567775739779853°E          |           |                     | Modifica les dades a Wikidata |
|        | Granja del Geròncio        | Sarroca de Lleida | granja       |         | 41° 27′ 33″ N, 0° 34′ 25″ E / 41.4592222606377°N,0.573607553397825°E          |           |                     | Modifica les dades a Wikidata |
|        | Granja del Miquelet        | Sarroca de Lleida | granja       |         | 41° 27′ 36″ N, 0° 33′ 54″ E / 41.4599950982771°N,0.565006293117358°E          |           |                     | Modifica les dades a Wikidata |
|        | Granja del Paco Magan      | Sarroca de Lleida | granja       |         | 41° 27′ 41″ N, 0° 34′ 48″ E / 41.4614743013079°N,0.580036849303584°E          |           |                     | Modifica les dades a Wikidata |
|        | Granja del Pauet           | Sarroca de Lleida | granja       |         | 41° 27′ 53″ N, 0° 34′ 01″ E / 41.4647568663028°N,0.567007235164742°E          |           |                     | Modifica les dades a Wikidata |
|        | Granja del Pelado          | Sarroca de Lleida | granja       |         | 41° 27′ 53″ N, 0° 33′ 53″ E / 41.4647776903388°N,0.564587798121998°E          |           |                     | Modifica les dades a Wikidata |
|        | Granja del Ramon de Conete | Sarroca de Lleida | granja       |         | 41° 27′ 49″ N, 0° 34′ 30″ E / 41.4635190368691°N,0.574920009797452°E          |           |                     | Modifica les dades a Wikidata |
|        | Granja del Sicílio         | Sarroca de Lleida | granja       |         | 41° 27′ 45″ N, 0° 34′ 13″ E / 41.4623858416547°N,0.570304709621432°E          |           |                     | Modifica les dades a Wikidata |
|        | Granja del Trompa          | Sarroca de Lleida | granja       |         | 41° 27′ 58″ N, 0° 33′ 47″ E / 41.4660761275039°N,0.56295864163659°E           |           |                     | Modifica les dades a Wikidata |
|        | Granja del Xendra          | Sarroca de Lleida | granja       |         | 41° 27′ 41″ N, 0° 34′ 34″ E / 41.4613386484639°N,0.576162664464464°E          |           |                     | Modifica les dades a Wikidata |
|        | Granja del Xepereto        | Sarroca de Lleida | granja       |         | 41° 27′ 42″ N, 0° 33′ 57″ E / 41.4615982408996°N,0.565856234094302°E          |           |                     | Modifica les dades a Wikidata |
|        | la Vaqueria                | Sarroca de Lleida | granja       |         | 41° 27′ 40″ N, 0° 33′ 13″ E / 41.4612469449507°N,0.553549266672065°E          |           |                     | Modifica les dades a Wikidata |

## masia
| imatge | Nom                       | Ubicat a          | instància de | Detalls | coordenades                                                          | Protecció | Commons (més fotos) | Dades a WD                    |
| ------ | ------------------------- | ----------------- | ------------ | ------- | -------------------------------------------------------------------- | --------- | ------------------- | ----------------------------- |
|        | Mas Riber                 | Sarroca de Lleida | masia        |         | 41° 26′ 56″ N, 0° 34′ 37″ E / 41.4487794492776°N,0.576821975434918°E |           |                     | Modifica les dades a Wikidata |
|        | Mas d'Agustí              | Sarroca de Lleida | masia        |         | 41° 26′ 40″ N, 0° 32′ 31″ E / 41.4445185662963°N,0.541992825642186°E |           |                     | Modifica les dades a Wikidata |
|        | Mas de Berel              | Sarroca de Lleida | masia        |         | 41° 28′ 39″ N, 0° 34′ 56″ E / 41.4774370170189°N,0.582329013351913°E |           |                     | Modifica les dades a Wikidata |
|        | Mas de Gort               | Sarroca de Lleida | masia        |         | 41° 25′ 15″ N, 0° 33′ 22″ E / 41.4209530997264°N,0.556151863022653°E |           |                     | Modifica les dades a Wikidata |
|        | Mas de Manuel             | Sarroca de Lleida | masia        |         | 41° 25′ 58″ N, 0° 33′ 10″ E / 41.4327964217508°N,0.552751448215303°E |           |                     | Modifica les dades a Wikidata |
|        | Mas de Manuel de l'Alzina | Sarroca de Lleida | masia        |         | 41° 30′ 00″ N, 0° 31′ 51″ E / 41.4999276673366°N,0.530708894067739°E |           |                     | Modifica les dades a Wikidata |
|        | Mas de Mo                 | Sarroca de Lleida | masia        |         | 41° 28′ 04″ N, 0° 32′ 32″ E / 41.4676711099791°N,0.542267549850566°E |           |                     | Modifica les dades a Wikidata |
|        | Mas de Montoliu           | Sarroca de Lleida | masia        |         | 41° 27′ 44″ N, 0° 32′ 37″ E / 41.462266321294°N,0.543489468970759°E  |           |                     | Modifica les dades a Wikidata |
|        | Mas de Mosseta            | Sarroca de Lleida | masia        |         | 41° 29′ 10″ N, 0° 33′ 27″ E / 41.4861275563005°N,0.557583674681753°E |           |                     | Modifica les dades a Wikidata |
|        | Mas de Pa Gran            | Sarroca de Lleida | masia        |         | 41° 29′ 38″ N, 0° 32′ 01″ E / 41.4938090318497°N,0.533492922673385°E |           |                     | Modifica les dades a Wikidata |
|        | Mas de Pelado             | Sarroca de Lleida | masia        |         | 41° 26′ 25″ N, 0° 34′ 08″ E / 41.440391355445°N,0.56900354017211°E   |           |                     | Modifica les dades a Wikidata |
|        | Mas de Pelado             | Sarroca de Lleida | masia        |         | 41° 29′ 39″ N, 0° 33′ 05″ E / 41.494056677161°N,0.55142439549991°E   |           |                     | Modifica les dades a Wikidata |
|        | Mas de Ponç               | Sarroca de Lleida | masia        |         | 41° 29′ 09″ N, 0° 31′ 48″ E / 41.4857643953495°N,0.530049297088595°E |           |                     | Modifica les dades a Wikidata |
|        | Mas de Pucoli             | Sarroca de Lleida | masia        |         | 41° 29′ 43″ N, 0° 33′ 30″ E / 41.4951492030372°N,0.558298758272602°E |           |                     | Modifica les dades a Wikidata |
|        | Mas de Ruer               | Sarroca de Lleida | masia        |         | 41° 25′ 29″ N, 0° 32′ 53″ E / 41.424635526214°N,0.54805277775112°E   |           |                     | Modifica les dades a Wikidata |
|        | Mas de Simeon             | Sarroca de Lleida | masia        |         | 41° 28′ 55″ N, 0° 33′ 43″ E / 41.4819310315242°N,0.56184936182727°E  |           |                     | Modifica les dades a Wikidata |
|        | Mas de Simonet            | Sarroca de Lleida | masia        |         | 41° 26′ 58″ N, 0° 34′ 30″ E / 41.4495040513035°N,0.574879676768103°E |           |                     | Modifica les dades a Wikidata |
|        | Mas de l'Esclau           | Sarroca de Lleida | masia        |         | 41° 25′ 34″ N, 0° 31′ 59″ E / 41.4260354911192°N,0.533081435302201°E |           |                     | Modifica les dades a Wikidata |
|        | Mas de la Bessona         | Sarroca de Lleida | masia        |         | 41° 25′ 23″ N, 0° 33′ 00″ E / 41.4230101803324°N,0.549972109622577°E |           |                     | Modifica les dades a Wikidata |
|        | Mas de la Munda           | Sarroca de Lleida | masia        |         | 41° 28′ 16″ N, 0° 34′ 31″ E / 41.4712114433346°N,0.575387590805151°E |           |                     | Modifica les dades a Wikidata |
|        | Mas del Bartolo           | Sarroca de Lleida | masia        |         | 41° 25′ 31″ N, 0° 32′ 04″ E / 41.4251933417826°N,0.534549277549524°E |           |                     | Modifica les dades a Wikidata |
|        | Mas del Baró              | Sarroca de Lleida | masia        |         | 41° 25′ 46″ N, 0° 33′ 04″ E / 41.4293904475621°N,0.550988645425244°E |           |                     | Modifica les dades a Wikidata |
|        | Mas del Cabaler           | Sarroca de Lleida | masia        |         | 41° 27′ 02″ N, 0° 32′ 28″ E / 41.450605440793°N,0.54108915779762°E   |           |                     | Modifica les dades a Wikidata |
|        | Mas del Cilet             | Sarroca de Lleida | masia        |         | 41° 29′ 04″ N, 0° 34′ 01″ E / 41.4844798930779°N,0.566951858692213°E |           |                     | Modifica les dades a Wikidata |
|        | Mas del Coix              | Sarroca de Lleida | masia        |         | 41° 25′ 48″ N, 0° 32′ 12″ E / 41.4300488982423°N,0.536699061140783°E |           |                     | Modifica les dades a Wikidata |
|        | Mas del Cuc               | Sarroca de Lleida | masia        |         | 41° 28′ 01″ N, 0° 34′ 35″ E / 41.4668643826309°N,0.576387820385265°E |           |                     | Modifica les dades a Wikidata |
|        | Mas del Ferreret          | Sarroca de Lleida | masia        |         | 41° 25′ 36″ N, 0° 33′ 04″ E / 41.4266217118766°N,0.551236348910665°E |           |                     | Modifica les dades a Wikidata |
|        | Mas del Gregori           | Sarroca de Lleida | masia        |         | 41° 25′ 31″ N, 0° 33′ 15″ E / 41.4252976545364°N,0.554193929453841°E |           |                     | Modifica les dades a Wikidata |
|        | Mas del Malió             | Sarroca de Lleida | masia        |         | 41° 27′ 04″ N, 0° 32′ 24″ E / 41.4512221478801°N,0.540015817718331°E |           |                     | Modifica les dades a Wikidata |
|        | Mas del Marto             | Sarroca de Lleida | masia        |         | 41° 25′ 30″ N, 0° 34′ 03″ E / 41.4249299732603°N,0.567430398901272°E |           |                     | Modifica les dades a Wikidata |
|        | Mas del Mut               | Sarroca de Lleida | masia        |         | 41° 25′ 57″ N, 0° 32′ 41″ E / 41.432409888389°N,0.544759666856021°E  |           |                     | Modifica les dades a Wikidata |
|        | Mas del Nano              | Sarroca de Lleida | masia        |         | 41° 25′ 44″ N, 0° 33′ 21″ E / 41.4289818008192°N,0.555910460609329°E |           |                     | Modifica les dades a Wikidata |
|        | Mas del Nico              | Sarroca de Lleida | masia        |         | 41° 29′ 52″ N, 0° 33′ 35″ E / 41.4976717408272°N,0.559605576207992°E |           |                     | Modifica les dades a Wikidata |
|        | Mas del Peron             | Sarroca de Lleida | masia        |         | 41° 28′ 59″ N, 0° 34′ 15″ E / 41.4831392377514°N,0.570846637390895°E |           |                     | Modifica les dades a Wikidata |
|        | Mas del Petit             | Sarroca de Lleida | masia        |         | 41° 25′ 42″ N, 0° 32′ 26″ E / 41.4284106744762°N,0.540530572479395°E |           |                     | Modifica les dades a Wikidata |
|        | Mas del Ramiro            | Sarroca de Lleida | masia        |         | 41° 25′ 17″ N, 0° 33′ 36″ E / 41.4213773419518°N,0.56001278831957°E  |           |                     | Modifica les dades a Wikidata |
|        | Mas del Rossendet         | Sarroca de Lleida | masia        |         | 41° 25′ 10″ N, 0° 33′ 43″ E / 41.4195609991024°N,0.561851666999771°E |           |                     | Modifica les dades a Wikidata |
|        | Mas del Soler             | Sarroca de Lleida | masia        |         | 41° 27′ 28″ N, 0° 34′ 58″ E / 41.457792795798°N,0.58272005651607°E   |           |                     | Modifica les dades a Wikidata |
|        | Mas del Toio              | Sarroca de Lleida | masia        |         | 41° 29′ 33″ N, 0° 31′ 43″ E / 41.4923789637355°N,0.528552123699099°E |           |                     | Modifica les dades a Wikidata |
|        | Mas del Tonyeto           | Sarroca de Lleida | masia        |         | 41° 28′ 56″ N, 0° 35′ 25″ E / 41.482267033708°N,0.59019387766832°E   |           |                     | Modifica les dades a Wikidata |
|        | Mas del Trompa            | Sarroca de Lleida | masia        |         | 41° 28′ 40″ N, 0° 32′ 40″ E / 41.4778699731921°N,0.54454071478955°E  |           |                     | Modifica les dades a Wikidata |
|        | Mas del Vendrell          | Sarroca de Lleida | masia        |         | 41° 26′ 32″ N, 0° 33′ 09″ E / 41.442196547534°N,0.552625522063185°E  |           |                     | Modifica les dades a Wikidata |
|        | Mas del Xavier            | Sarroca de Lleida | masia        |         | 41° 29′ 57″ N, 0° 33′ 29″ E / 41.4992313082082°N,0.557977627709662°E |           |                     | Modifica les dades a Wikidata |
|        | Mas del Xirigot           | Sarroca de Lleida | masia        |         | 41° 28′ 49″ N, 0° 34′ 48″ E / 41.4803769914843°N,0.57994415946851°E  |           |                     | Modifica les dades a Wikidata |
|        | Mas del Xirigotet         | Sarroca de Lleida | masia        |         | 41° 25′ 11″ N, 0° 33′ 33″ E / 41.4198268915261°N,0.559101669046188°E |           |                     | Modifica les dades a Wikidata |
|        | Mas dels Embassadors      | Sarroca de Lleida | masia        |         | 41° 29′ 08″ N, 0° 35′ 17″ E / 41.4856622319817°N,0.588011815904029°E |           |                     | Modifica les dades a Wikidata |
|        | Maset de Sanxo            | Sarroca de Lleida | masia        |         | 41° 29′ 51″ N, 0° 31′ 49″ E / 41.4974670610895°N,0.530203436602413°E |           |                     | Modifica les dades a Wikidata |
|        | Maset del Maquinet        | Sarroca de Lleida | masia        |         | 41° 25′ 29″ N, 0° 32′ 42″ E / 41.424685441946°N,0.544907248824101°E  |           |                     | Modifica les dades a Wikidata |
|        | Maset del Sant            | Sarroca de Lleida | masia        |         | 41° 26′ 50″ N, 0° 33′ 27″ E / 41.44724399898°N,0.55746327119578°E    |           |                     | Modifica les dades a Wikidata |
|        | Pleta del Roig            | Sarroca de Lleida | masia        |         | 41° 27′ 37″ N, 0° 33′ 30″ E / 41.4602742002364°N,0.558207314330191°E |           |                     | Modifica les dades a Wikidata |
|        | Torre de la Senyora       | Sarroca de Lleida | masia        |         | 41° 27′ 00″ N, 0° 34′ 55″ E / 41.4499674235195°N,0.581913235124014°E |           |                     | Modifica les dades a Wikidata |
|        | Xalet de Miquel de Conete | Sarroca de Lleida | masia        |         | 41° 27′ 43″ N, 0° 33′ 51″ E / 41.4618420003947°N,0.564182864473574°E |           |                     | Modifica les dades a Wikidata |

## muntanya
| imatge | Nom                             | Ubicat a          | instància de | Detalls | coordenades                                                         | Protecció | Commons (més fotos) | Dades a WD                    |
| ------ | ------------------------------- | ----------------- | ------------ | ------- | ------------------------------------------------------------------- | --------- | ------------------- | ----------------------------- |
|        | Serra Grossa                    | Sarroca de Lleida | muntanya     |         | 41° 25′ 57″ N, 0° 33′ 06″ E / 41.4325°N,0.5517°E                    |           |                     | Modifica les dades a Wikidata |
|        | Tossal Gros (Sarroca de Lleida) | Sarroca de Lleida | muntanya     |         | 41° 28′ 05″ N, 0° 34′ 27″ E / 41.4681°N,0.574208°E 250.7 msnm       |           |                     | Modifica les dades a Wikidata |
|        | Tossal de Conete                | Sarroca de Lleida | muntanya     |         | 41° 26′ 35″ N, 0° 33′ 27″ E / 41.44309444°N,0.55763333°E 287.7 msnm |           |                     | Modifica les dades a Wikidata |
|        | Tossal del Cabrer               | Sarroca de Lleida | muntanya     |         | 41° 25′ 04″ N, 0° 33′ 31″ E / 41.4179°N,0.558733°E 340.5 msnm       |           |                     | Modifica les dades a Wikidata |
|        | Tossal del Petxango             | Sarroca de Lleida | muntanya     |         | 41° 27′ 22″ N, 0° 33′ 23″ E / 41.4562°N,0.556497°E 209.7 msnm       |           |                     | Modifica les dades a Wikidata |

## Misc
| imatge | Nom                                    | Ubicat a          | instància de                                   | Detalls                                                 | coordenades                                                             | Protecció                                            | Commons (més fotos)    | Dades a WD                    |
| ------ | -------------------------------------- | ----------------- | ---------------------------------------------- | ------------------------------------------------------- | ----------------------------------------------------------------------- | ---------------------------------------------------- | ---------------------- | ----------------------------- |
|        | Santa Maria de Sarroca                 | Sarroca de Lleida | església                                       | Estil: arquitectura gòtica arquitectura del Renaixement | 41° 27′ 31″ N, 0° 33′ 44″ E / 41.458585°N,0.562123°E                    | bé integrant del patrimoni cultural català           | Santa Maria de Sarroca | Modifica les dades a Wikidata |
|        | Sarroca de Lleida                      | Sarroca de Lleida | entitat singular de població capital municipal | 381 hab                                                 | 41° 27′ 31″ N, 0° 33′ 43″ E / 41.45853936°N,0.5619353°E 199 msnm        |                                                      |                        | Modifica les dades a Wikidata |
|        | casa consistorial de Sarroca de Lleida | Sarroca de Lleida | casa consistorial                              |                                                         | 41° 27′ 32″ N, 0° 33′ 39″ E / 41.458842637008175°N,0.5607915288110666°E |                                                      |                        | Modifica les dades a Wikidata |
|        | castell de Sarroca                     | Sarroca de Lleida | castell                                        |                                                         | 41° 27′ 30″ N, 0° 33′ 46″ E / 41.458459°N,0.562849°E 224 msnm           | bé d'interès cultural bé cultural d'interès nacional | Castell de Sarroca     | Modifica les dades a Wikidata |